# Американские австралийцы
Американские австралийцы (англ. American Australians) — граждане Австралии американского происхождения, как эмигранты с территорий США, так и их потомки. Среди американских австралийцев встречаются люди европейского, африканского, индейского, латинского, азиатского и тихоокеанского происхождения.

## Демография

Процент урождённых американцев по статистическим регионам Австралии, по данным переписи населения 2011 года

Количество мигрантов, переезжающих из США в Австралию на постоянное место жительства, по месяцам с 1991 года

По данным переписи населения 2006 года, 71 718 резидентов Австралии назвали себя урождёнными американцами. Наибольшее число американцев проживало в Сиднее (16 339), Мельбурне (11 130), Брисбене (6057), Перте (5558), Аделаиде (2862) и Канберре (1970). В рамках переписи резиденты также могли указать своё происхождение, выбрав до двух народностей; 56 283 опрошенных заявили о своём американском происхождении, из которых 3901 назвали себя латиноамериканцами, 3936 — коренными американцами, 1798 — афроамериканцами и 224 причислили себя к пуэрто-риканскому народу.

## История диаспоры
Первыми североамериканцами, осевшими в Австралии, стали британские моряки корабля «Индевор» под руководством Джеймса Кука, временно поселившимися в заливе Ботани в 1770 году. После основания постоянной колонии в Новом Южном Уэльсе «были проложены торговые пути, причём практически все из них шли в Северную Америку».
Североамериканские колонии — принадлежащие как современной Канаде, так и США, — использовались Британией для депортации преступников. После объявлении о независимости США в 1770-х годах, британское правительство искало новые земли для изгнания осуждённых, и Австралия стала основной тюремной колонией Британской империи.
С 1770-х по 1840-е годы оседавшие в Австралии североамериканцы преимущественно были либо демобилизованными британскими солдатами и моряками, либо осуждёнными — большое количество граждан США было арестовано в море за морские преступления, предано суду и депортировано; среди них также были китобойцы, охотники на тюленей и бродяги. Многие из этих поселенцев в дальнейшем переехали в Новую Зеландию, однако немало человек вернулось обратно в Новый Южный Уэльс. Также в первых британских аванпостах в Австралии активно селились афроамериканцы, как правило, после службы в британском флоте.
В 1850-е годы в Австралию прибыло большое количество граждан США, в особенности после окончания золотой лихорадки в Калифорнии. Мигранты преимущественно осели в сельской Виктории, где открытие золотых приисков привлекло большое количество старателей и спекулянтов. Ряд уроженцев США сыграл ведущую роль в Эврикском восстании, в частности, помогая организовать вооружённые формирования для самообороны шахтёров. Колониальные власти заподозрили уроженцев США — наряду с другими иммигрантами, например, ирландцами, — в распространении идей республиканизма.
На момент формирования федерации колоний в 1901 году, в Австралии проживало 7448 уроженцев США. Американские австралийцы того времени оказали существенное влияние на лейбористское движение, которое включало в себя создание торговых союзов и основание Австралийской лейбористской партии (англ. Australian Labor Party; партия и по сей день использует написание Labor на американский манер вместо более распространённого Labour, хотя оба варианта написания в то время считались допустимыми в австралийском английском). Несмотря на североамериканское социально-культурное влияние, австралийское общественное мнение настороженно относилось к самим Соединённым Штатам; так, хотя прибытие американского «Великого белого флота» в Сидней и Мельбурн в 1908 году было встречено с помпой, оно тут же сформировало мнение, что британский Королевский флот должен продемонстрировать ещё большую силу, решительно показав, что Британская империя до сих пор является гарантом Австралии.
В ходе Второй Мировой войны, после сдачи британскими военными гарнизона в Сингапуре японцам в 1941 году, по запросу австралийского правительства более миллиона американских солдат было размещено в Австралии. По окончании войны около 12 000 австралийских женщин вышли за американских военных и эмигрировали в США, а 10 000 граждан США осели в Австралии — включая солдат в отставке, успевших обзавестись семьёй.
В 1951 году был подписан тихоокеанский пакт безопасности АНЗЮС между США, Австралией и Новой Зеландией, благодаря которому был заключён пакт о взаимозащите между этими тремя странами. Это укрепило социальные и политические связи между Австралией и США, а также привело к участию Австралии и Новой Зеландии во вьетнамской войне в 1960—1970-х годах. Эти события, а также увеличение мирового пассажирооборота, привело к увеличению миграции из США в Австралию; по состоянию на 1971 год, в Австралии проживало уже 39 035 уроженцев США.